# Love Story
Love Story je americké romantické drama režiséra Arthura Hillera z roku 1970. Hlavní role zamilované dvojice ztvárnili Ali MacGraw a Ryan O'Neal.
Film byl nominován na sedm Oscarů, získal však jediný, Oscar za nejlepší hudbu. Film byl také ekonomicky úspěšný, při rozpočtu 2,2 mil. dolarů utržil 136,4 mil. dolarů. V roce 2002 skončil v žebříčku 100 nejlepších romantických filmů, který sestavil Americký filmový institut, na 9. místě.